# ATTRIB
ATTRIB ist ein Kommandozeilenprogramm in DOS, OS/2 und Windows. Das Programm ermöglicht den Anwender, Verzeichnis- oder Dateiattribute zu ändern.

## Hintergrund
Dateien können in Microsoft-Betriebssystemen durch Dateiattribute gekennzeichnet werden. Das sind zusätzliche Angaben zu einer Datei oder einem Verzeichnis, die über deren Inhalt hinausgeht. Das Einlesen oder Setzen dieser Attribute erfolgt durch grundlegende Systemaufrufe. Mit Stand MS-DOS 4.0 besaß das Dateisystem FAT ein Attribut-Byte pro Datei oder Verzeichnis. Die ersten sechs Bits dieses Bytes beinhaltet Angaben darüber, ob sie schreibgeschützt, versteckt oder zum Archivieren vorgesehen ist oder ob es sich dabei um eine Systemdatei, eine Datenträgerbezeichnung oder um ein Verzeichnis handelt. Die Attribute ließen sich bis PC- bzw. MS-DOS 3.0 nicht mit DOS-Bordmitteln abfragen oder modifizieren, mit DOS 3.0 lieferte Microsoft den ATTRIB-Befehl dazu.

## Geschichte
Die erste Version von ATTRIB wurde mit PC-DOS 3.0 mitgeliefert. Mit der ersten Version war es einzig möglich, das Schreibschutzbit zu modifizieren. In künftigen Versionen wurde es möglich, auch das Archiv-, Versteckt- oder das Systembit zu setzen. MS-DOS 3.3 fügte eine Funktion hinzu, mit der es möglich war, ebenfalls rekursiv in Unterverzeichnissen Dateiattribute anzuzeigen.

## Einsatz
Das Setzen des Schreibschutz-Attributs verhindert das versehentliche Mitlöschen betroffener Dateien durch DEL bzw. ERASE, nicht aber durch DELTREE. Durch gezieltes Setzen oder Rücksetzen des Archivbits durch ATTRIB kann die Funktion des BACKUP-Befehls gesteuert werden.